# Давс-пресс

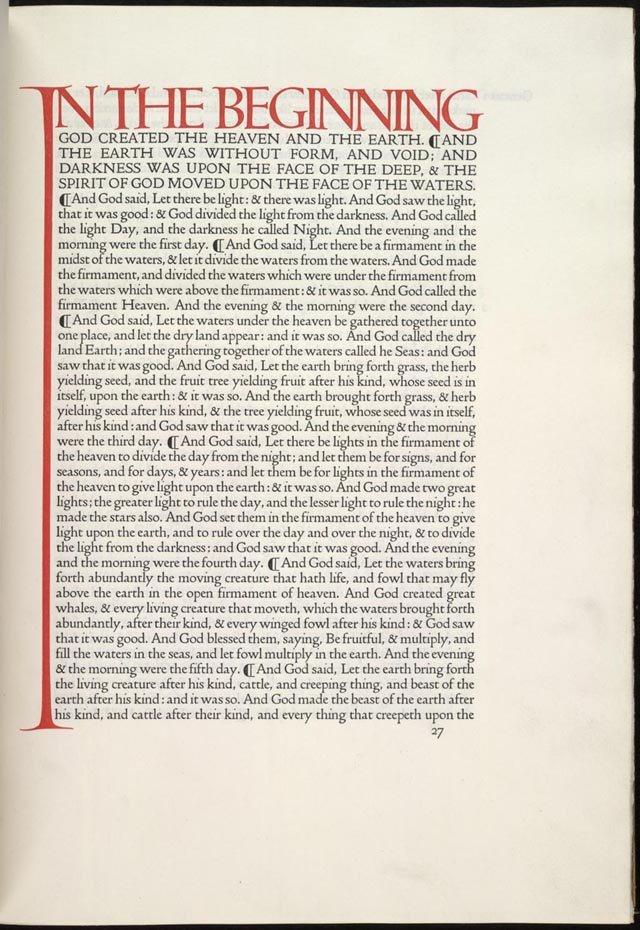
Первая страница Бытия из Библии издательства Давс-Пресс.

Давс-пресс — это частное издательство, основанное в Хаммерсмите, Лондон. За семнадцать лет своей работы издательство создало выдающиеся образцы типографии двадцатого века. Отличительной особенностью книг издательства был специально разработанный шрифт, известный как Doves Roman, Doves Press, или просто Doves type.

## Компания Давс-пресс
Издательство Давс-пресс было основано Томасом Джеймсом Кобденом-Сандерсоном ещё до 1900 года, когда он пригласил Эмери Уокера присоединиться к нему. Компанию финансировала его супруга -  Анна Кобден-Сандерсон. Их партнёрство было прекращено в 1908 году, однако Кобден-Сандерсон продолжал печатать.
Кобден-Сандерсон заказал гарнитуру для печати, который был нарисован под руководством Уокера, а также в 1893 году для печатаемых книг был создан специальный переплёт Давс. В период с 1900 по 1916 год издательство выпускало все свои книги одного формата со своим шрифтом, и считается, что оно внесло значительный вклад в движение «Искусств и ремёсел». Основатели были связаны с Уильямом Моррисом и издательством «Келмскотт-пресс». Шрифт Давс был основан на тех, которые использовал Николя Жансон в 1470-х годах, и похож на ранний Золотой шрифт Морриса. Его вырезал гравёр Эдвард Принс.
Издательство, расположенное в доме № 1 на Хаммерсмит-Террас, было названо в честь паба «The Dove», расположенного неподалеку. Давс-пресс выпустило Библию Давс (5 томов, 1902—1904), которая считается одной из лучших.

## Споры о шрифте Давс
В 1909 году Кобден-Сандерсон и Уокер находились в затяжном и ожесточённом споре, связанном с правами на шрифт при расторжении их партнерства. В рамках договора о прекращении партнёрства все права на шрифт должны были перейти к Уокеру после смерти Кобдена-Сандерсона. Однако Кобден-Сандерсон уничтожил литеры шрифта в день Великой пятницы 21 марта 1913 года, выбросив их в реку Темзу у Хаммерсмитского моста в Лондоне, в нескольких минутах ходьбы от книгопечатни. Как было записано в его Дневниках, он занялся уничтожением шрифта 31 августа 1916 года в полночь, когда "это казалось подходящей ночью и временем". Говорят, что он сделал это в январе 1917 года, после 170 поездок к реке, хотя в его Дневниках не упоминается об этом.

## Воссоздание шрифта
Первое цифровое воссоздание шрифта Давс было сделано в 1994 году шведским дизайнером Торбьерном Ольссоном, который добавил новый курсив и чьи шрифты отображают плавные углы и несовершенства печатных символов. В 2013 году дизайнер Роберт Грин начал создавать более совершенную цифровую версию шрифта. В 2015 году, после обыска русла Темзы возле Хаммерсмитского моста с помощью администрации Лондонского порта, Грину удалось восстановить 150 экземпляров оригинального шрифта, что помогло ему усовершенствовать шрифт.